# الاش، قرقیزستان
الاش، قرقیزستان (به لاتین: Alash, Kyrgyzstan) یک منطقهٔ مسکونی در قرقیزستان است که در جلال‌آباد واقع شده‌است.

## خصوصیات
الاش ۱٬۶۰۴ متر بالاتر از سطح دریا واقع شده‌است.